# Яструб кубинський
Яструб кубинський (Accipiter gundlachi) — вид хижих птахів родини яструбові (Accipitridae). Названий на честь Хуана Гуандлаха, кубинського натураліста і таксономіста німецького походження.

## Поширення та місця існування
Цей птах є ендеміком Куби. Його природними місцями проживання є сухі ліси і низинні вологі ліси. Він перебуває під загрозою зникнення через втрату місць проживання.

## Опис
Довжина тіла — 43-51 см. Груди сірувато-коричневі з рідкісними темними поздовжніми плямами. Підхвостя у самців біле.

## Збереження
Основні його місця проживання — незаймані ліси на заході Куби і на о. Хувентуд (Пінос), серйозно постраждали, і цей рідкісний в недалекому минулому вид, на думку деяких фахівців, можливо, вже вимер.